# 蔡玉窑镇
蔡玉窑镇，是中华人民共和国陕西省商洛市柞水县一个已撤销的乡级行政区，2015年，陕西省民政厅批复同意撤销蔡玉窑镇，将其所辖行政区域划归曹坪镇。